# Нагорнский
Наго́рнский — посёлок (в 1941—2005 гг. — посёлок городского типа) в Пермском крае России.  Входит в Губахинский муниципальный округ. 
В посёлке расположена железнодорожная станция Нагорная.

## История
В 1941 году Нагорнский получил статус посёлка городского типа (рабочего посёлка).
В 2005 году Нагорнский преобразован в сельский населённый пункт.
С 2004 до 2012 гг. посёлок входил в Губахинское городское поселение Губахинского района, с 2012 до 2022 гг. — в Губахинский городской округ.

## Население
| 1959 | 1963  | 1970  | 1979  | 1989  | 2002 | 2010 |
| ---- | ----- | ----- | ----- | ----- | ---- | ---- |
| 3465 | ↗3800 | ↘3554 | ↘2376 | ↘1483 | ↘574 | ↘477 |